# Михај Витеазу (Муреш)
Михај Витеазу (рум. Mihai Viteazu) насеље је у Румунији у округу Муреш у општини Саскиз. Oпштина се налази на надморској висини од 473 m.

## Становништво
Према подацима из 2002. године у насељу је живело 319 становника.

### Попис2002.
| Расподела становништва по националности 2002.‍ | Расподела становништва по националности 2002.‍ | Расподела становништва по националности 2002.‍ | Расподела становништва по националности 2002.‍ | Расподела становништва по националности 2002.‍ |
| --------------------------------------------- | --------------------------------------------- | --------------------------------------------- | --------------------------------------------- | --------------------------------------------- |
|                                               |                                               |                                               |                                               |                                               |
| Румуни                                        | Румуни                                        |                                               | 262                                           | 82,6%                                         |
| Роми                                          | Роми                                          |                                               | 55                                            | 17,4%                                         |